# Le Bois-Hellain
Le Bois-Hellain är en kommun i departementet Eure i regionen Normandie i norra Frankrike. Kommunen ligger i kantonen Cormeilles som tillhör arrondissementet Bernay. År 2022 hade Le Bois-Hellain 210 invånare.

## Befolkningsutveckling
Antalet invånare i kommunen Le Bois-Hellain
Referens:INSEE